# Battaglia di Mons Seleucus
La battaglia del Monte Seleuco fu combattuta in Francia nel 353 tra le forze dell'imperatore romano Costanzo II e quelle dell'usurpatore Magnenzio, che sconfitto si suicidò. Il luogo della battaglia è identificato con La Bâtie-Montsaléon.

## Antefatto
Dopo la sua sconfitta nella battaglia di Mursa Maggiore, Magnenzio fuggì ad Aquileia, dove convocò tutti coloro che gli erano fedeli. Decenzio, fratello di Magnenzio e appena nominato Cesare, era impegnato con un'incursione degli Alemanni, e non fu in grado di prestare il suo esercito per sostenere Magnenzio.
Costanzo passò il suo tempo a reclutare truppe e a riconquistare le città occupate da Magnenzio. Nell'estate del 352, Costanzo si spostò in Italia, solo per scoprire che Magnenzio aveva scelto di non difendere la penisola.

## Battaglia
Gli eserciti si incontrarono a Mons Seleucus, in quella che oggi è La Bâtie-Montsaléon nelle Alte Alpi, nel sud-est della Francia. Costanzo fu nuovamente vittorioso e Magnenzio si tolse la vita il 10 agosto 353. Dopo la battaglia conclusiva, Costanzo fece svernare le sue truppe ad Arles.

## Conseguenze
Costanzo, ormai sovrano indiscusso dell'Impero romano, nominò Giuliano Cesare sulla metà occidentale dell'Impero nel 355/6, e iniziò una campagna per perseguitare coloro che avevano sostenuto Magnenzio. Secondo Ammiano Marcellino, Costanzo era diventato più «crudele, violento e sospettoso con l'età», e i suoi notarii e le sue guardie del corpo non avevano bisogno di alcun pretesto oltre al semplice sospetto per infliggere punizioni.